# Daniel Havel
Daniel Havel (Praga, 10 de agosto de 1991) es un deportista checo que compite en piragüismo en la modalidad de aguas tranquilas.
Participó en tres Juegos Olímpicos de Verano, obteniendo una medalla de bronce en Londres 2012 y otra medalla de bronce en Río de Janeiro 2016, en la prueba de K4 1000 m, y el séptimo lugar en París 2024 (K2 500 m).
Ganó siete medallas en el Campeonato Mundial de Piragüismo entre los años 2010 y 2021, y ocho medallas en el Campeonato Europeo de Piragüismo entre los años 2010 y 2025.

## Palmarés internacional
| Juegos Olímpicos   | Juegos Olímpicos            | Juegos Olímpicos  | Juegos Olímpicos |
| Año                | Lugar                       | Medalla           | Competición      |
| ------------------ | --------------------------- | ----------------- | ---------------- |
| 2012               | Londres (Reino Unido)       | Medalla de bronce | K4 1000 m        |
| 2016               | Río de Janeiro (Brasil)     | Medalla de bronce | K4 1000 m        |
| Campeonato Mundial |                             |                   |                  |
| Año                | Lugar                       | Medalla           | Competición      |
| 2010               | Poznań (Polonia)            | Medalla de bronce | K4 1000 m        |
| 2013               | Duisburgo (Alemania)        | Medalla de plata  | K4 1000 m        |
| 2014               | Moscú (Rusia)               | Medalla de oro    | K4 1000 m        |
| 2015               | Milán (Italia)              | Medalla de bronce | K4 1000 m        |
| 2017               | Račice (República Checa)    | Medalla de bronce | K2 1000 m        |
| 2017               | Račice (República Checa)    | Medalla de bronce | K4 500 m         |
| 2021               | Copenhague (Dinamarca)      | Medalla de bronce | K4 500 m         |
| Campeonato Europeo |                             |                   |                  |
| Año                | Lugar                       | Medalla           | Competición      |
| 2010               | Corvera (España)            | Medalla de bronce | K4 1000 m        |
| 2013               | Montemor-o-Velho (Portugal) | Medalla de oro    | K4 1000 m        |
| 2013               | Montemor-o-Velho (Portugal) | Medalla de bronce | K2 1000 m        |
| 2014               | Brandeburgo (Alemania)      | Medalla de oro    | K4 1000 m        |
| 2015               | Račice (República Checa)    | Medalla de oro    | K4 1000 m        |
| 2015               | Račice (República Checa)    | Medalla de bronce | K2 1000 m        |
| 2025               | Račice (República Checa)    | Medalla de plata  | K2 500 m         |
| 2025               | Račice (República Checa)    | Medalla de plata  | K4 500 m         |